# Hadero Tunto
Hadero Tunto (ou Hadero Tunito,) est un woreda du centre-sud de l’Éthiopie situé dans la zone Kembata de la région Éthiopie du Centre. Partie orientale de l'ancien woreda Omo Sheleko de la région des nations, nationalités et peuples du Sud, ce district a 98 375 habitants en 2007. Hadero et Tunto sont ses principales agglomérations.

## Origine et évolution
L'ancien woreda Omo Sheleko se subdivise au plus tard en 2007 entre Hadero Tunto et son voisin Tembaro,.
Le périmètre des deux districts reste pratiquement inchangé jusqu'à la fin des années 2010 puis Hadero Tunto perd du territoire avec le détachement de Hadero qui forme un woreda urbain distinct au plus tard en 2021, le reste du district conserve cependant le nom de Hadero Tunto,.
Les trois districts passent de la région des nations, nationalités et peuples du Sud à la région Éthiopie du Centre en aoùt 2023 avec l'ensemble de la zone Kembata Tembaro.
Tembaro acquiert sans doute peu après le statut de woreda spécial qui le rattache directement à la région tandis que le woreda Hadero Tunto et la ville-woreda Hadero restent dans la zone Kembata.

## Situation
Le woreda spécial Tembaro ayant quitté la zone, Hadero Tunto est désormais l'extrémité sud-ouest de la zone Kembata. Il est limitrophe à la fois de la zone Hadiya de la région Éthiopie du Centre et de la zone Wolayita de la région Éthiopie du Sud et fait partie du bassin versant de l'Omo.
|              | Duna         |            |
| Tembaro      | Hadero Tunto | Kacha Bira |
| Boloso Bombe | Boloso Sore  |            |

Le chef-lieu, Hadero, est dans le sud du district à proximité de la zone Wolayita, 32 km à l'ouest de Durame,.
Tunto se trouve quelques kilomètres plus loin sur la route en direction de Mudula.

## Population
Le recensement national de 2007 fait état d'une population de 98 375 habitants dans le district, dont 24 % de citadins qui sont les 17 831 habitants de Hadero et les 5 708 habitants de Tunto.
Environ 92 % des habitants sont protestants, 5 % sont orthodoxes et 3 % sont catholiques.
En 2022, la population est estimée à 160 666 personnes avec une densité de population de 844 personnes par km2 et 190 km2 de superficie, dans le périmètre 2007 du district y compris le district urbain de Hadero qui ne se détache qu'au début des années 2020.